# Puchar FVK mężczyzn (2022)
Puchar FVK mężczyzn 2022 – rozgrywki o Puchar Związku Piłki Siatkowej Kosowa (Federata e Volejbollit e Kosovës, FVK) zorganizowane w dniach 3-4 grudnia 2022 roku. Gospodarzem turnieju był KV Skënderbeu, a mecze odbywały się w hali sportowej "Ilaz Kodra" (Palestra "Ilaz Kodra") w Skënderaj.
W rozgrywkach uczestniczyły cztery najlepsze zespoły rundy jesiennej Superligi A w sezonie 2022/2023, tj. KV Drita, KV Skënderbeu, KV Ferizaj oraz KV Peja. Turniej składał się z półfinałów i finału.
Puchar FVK zdobył KV Drita, który w finale pokonał KV Ferizaj.

## System rozgrywek
W Pucharze FVK 2022 uczestniczyły cztery najlepsze drużyny rundy jesiennej Superligi A. Rozgrywki składały się z półfinałów i finału. W półfinałach drużyny utworzyły pary na podstawie miejsc zajętych w rundzie jesiennej Superligi A według klucza:
- para 1: 1 – 4;
- para 2: 2 – 3.

Zwycięzcy półfinałów rywalizowali w finale o Puchar Federacji. Nie był grany mecz o 3. miejsce.

### Tabela Superligi A po rundzie jesiennej
| Lp. | Drużyna                  | Pkt | Mecze | Mecze | Mecze | Rodzaj wyniku | Rodzaj wyniku | Rodzaj wyniku | Rodzaj wyniku | Rodzaj wyniku | Rodzaj wyniku | Sety | Sety | Sety  | Małe punkty | Małe punkty | Małe punkty |
| Lp. | Drużyna                  | Pkt | M     | W     | P     | 3:0           | 3:1           | 3:2           | 2:3           | 1:3           | 0:3           | wyg. | prz. | stos. | zdob.       | str.        | stos.       |
| --- | ------------------------ | --- | ----- | ----- | ----- | ------------- | ------------- | ------------- | ------------- | ------------- | ------------- | ---- | ---- | ----- | ----------- | ----------- | ----------- |
| 1   | KV Drita                 | 22  | 10    | 7     | 3     | 5             | 1             | 1             | 2             | 0             | 1             | 25   | 12   | 2.08  | 846         | 791         | 1.07        |
| 2   | KV Skënderbeu            | 19  | 10    | 7     | 3     | 1             | 3             | 3             | 1             | 1             | 1             | 24   | 18   | 1.33  | 958         | 919         | 1.04        |
| 3   | KV Ferizaj               | 18  | 10    | 6     | 4     | 3             | 1             | 2             | 2             | 1             | 1             | 23   | 17   | 1.35  | 882         | 846         | 1.04        |
| 4   | KV Peja                  | 17  | 10    | 5     | 5     | 3             | 2             | 0             | 2             | 1             | 2             | 20   | 17   | 1.18  | 832         | 810         | 1.03        |
| 5   | KV Golden Eagle Theranda | 7   | 10    | 3     | 7     | 0             | 0             | 3             | 1             | 4             | 2             | 15   | 27   | 0.56  | 872         | 963         | 0.91        |
| 6   | KV Luboteni              | 7   | 10    | 2     | 8     | 0             | 2             | 0             | 1             | 2             | 5             | 10   | 26   | 0.38  | 779         | 840         | 0.93        |

Źródło: FVK (alb.)
Punktacja: 3:0 i 3:1 – 3 pkt; 3:2 – 2 pkt; 2:3 – 1 pkt; 1:3 i 0:3 – 0 pkt
Zasady ustalania kolejności: 1. liczba punktów; 2. liczba zwycięstw; 3. stosunek setów; 4. stosunek małych punktów; 5. bilans w bezpośrednich meczach
     udział w Pucharze FVK

## Drabinka
|  |           |               |           |            |   |       |          |       |
|  | Półfinały | Półfinały     | Półfinały |            |   | Finał | Finał    | Finał |
|  | Półfinały | Półfinały     | Półfinały |            |   | Finał | Finał    | Finał |
|  |           |               |           |            |   |       |          |       |
|  |           |               |           |            |   |       |          |       |
|  | 1         | KV Drita      | 3         |            |   |       |          |       |
|  | 1         | KV Drita      | 3         |            |   |       |          |       |
|  | 4         | KV Peja       | 2         |            |   |       |          |       |
|  | 4         | KV Peja       | 2         |            |   | 1     | KV Drita | 3     |
|  |           |               |           |            |   | 1     | KV Drita | 3     |
|  |           |               | 3         | KV Ferizaj | 2 |       |          |       |
|  | 2         | KV Skënderbeu | 3         | KV Ferizaj | 2 | 0     |          |       |
|  | 2         | KV Skënderbeu |           |            |   |       |          |       |
|  | 3         | KV Ferizaj    | 3         |            |   |       |          |       |
|  | 3         | KV Ferizaj    | 3         |            |   |       |          |       |
|  |           |               |           |            |   |       |          |       |

## Rozgrywki

### Półfinały
| 03.12.2022 17:30 (UTC+1) | KV Drita | 3:2 (25:20, 25:23, 23:25, 24:26, 15:12) raport | KV Peja | Palestra "Ilaz Kodra", Skënderaj |

| 03.12.2022 20:00 (UTC+1) | KV Skënderbeu | 0:3 (23:25, 13:25, 21:25) raport | KV Ferizaj | Palestra "Ilaz Kodra", Skënderaj |

### Finał
| 04.12.2022 19:00 (UTC+1) | KV Drita | 3:2 (12:25, 25:23, 20:25, 25:23, 18:16) raport | KV Ferizaj | Palestra "Ilaz Kodra", Skënderaj |